# Спітковська Євгенія Василівна
Євге́нія Василівна Спітко́вська (* 1988) — українська баскетболістка; атакуючий захисник.

## З життєпису
Народилась 1988 року в місті Харків.
Срібна призерка чемпіонату світу-2016 з баскетболу 3х3.
Бронзові призери Чемпіонату Європи-2018 — Огородникова Олена, Ольховик Анна, Євгенія Спітковська, Філевич Христина — баскетбол 3х3
В 2018—2019 роках — у складі команди «Київ-Баскет».
Станом на квітень 2021 року — менеджер жіночого баскетбольного клубу «Будівельник»